# John Bock

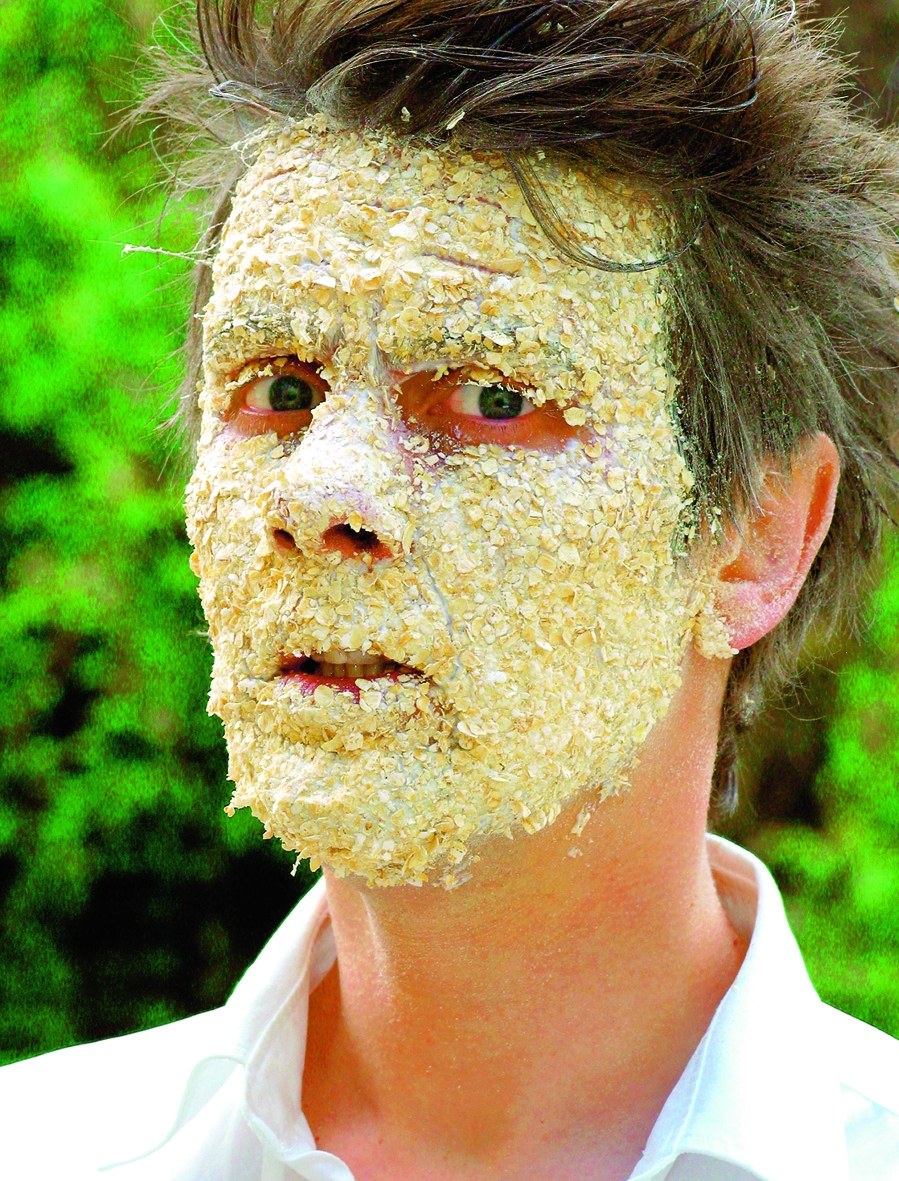
John Bock (2004)

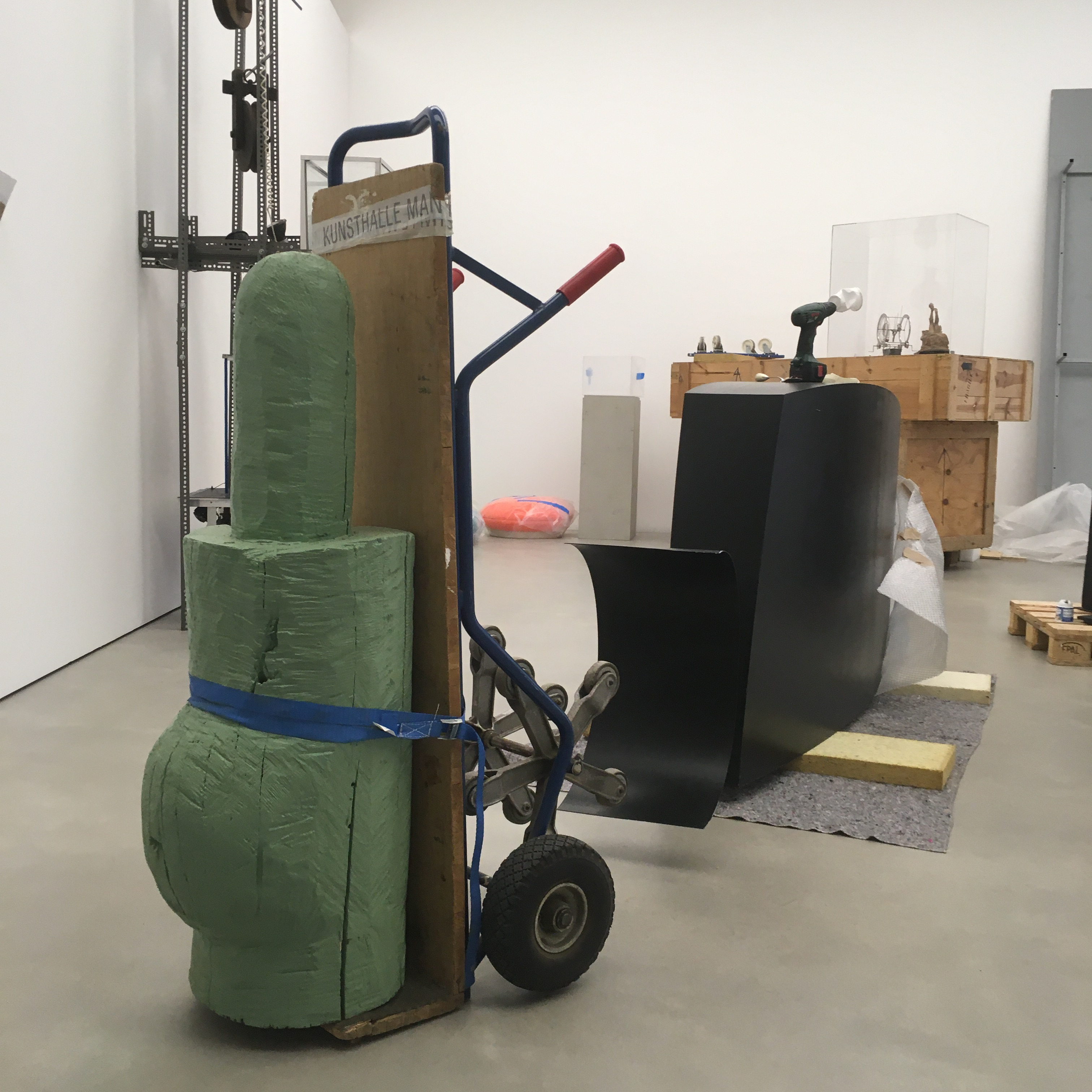

John Bock (* 1965 in Gribbohm, Schleswig-Holstein) ist ein deutscher Aktionskünstler, Filmemacher und Autor. Er lebt in Berlin.

## Leben und Werk
Bock studierte zunächst Betriebswirtschaft in Hamburg, bevor er bis 1997 ein Studium an der Hochschule für Bildende Künste in Hamburg absolvierte. Seine Materialien sind alltägliche Gegenstände aller Art wie Wattestäbchen, Haferflocken, Pizzakartons, Eierschalen oder Herrensocken. Seit dem Wintersemester 2004/05 lehrt er an der Staatlichen Akademie der Bildenden Künste Karlsruhe als Professor für Bildhauerei.
John Bocks Werk überschreitet die Gattungen. Er ist bekannt für seine Performances, Installationen und Filme und seine eigene Sprache. Seine Performances nennt er „Vorträge“. In seinen Filmen treten er selbst und/oder Schauspieler auf.
2020 war er bei der Inszenierung von Peer Gynt an der Berliner Schaubühne nicht nur für Bühnenbild und Kostüme zuständig, er ist auch auf der Bühne bei einer Video-Einspielung als Troll-König zu sehen und hat seine eigenen Texte in das Stück eingebracht.

## Ausstellungen/Vorträge/Performances
Einzelausstellungen:
- 2022 The Ex-Ego Assembles a Lump of Fume in the Everyman. Galerija Kula, Split, Kroatien
- 2021 Twilight Proximity Corpus, Anton Kern Gallery, New York, USA
- 2019–2021 AuraAroma-Ω-Beule, Kunsthalle Mannheim
- 2019 Light Scribble on Neck Muscle, Gio Marconi, Mailand
- 2019 John Bock. Im AntliTZ des SchädelapparaTZ, Neuer Berliner Kunstverein, Berlin
- 2018 Unheil, Sprüth Magers, Berlin
- 2018 Dead+Juicy, Anton Kern Gallery, New York
- 2018 The Next Quasi-Complex, Fondazione Prada, Mailand
- 2017 Dead + Juicy, The Contemporary Austin, Texas
- 2017 Ausglitschen in der Höhle des Achselschweißes (Glissade dans la sueur perlée des aisselles), La Panacée, Montpellier
- 2017 John Bock. Im Moloch der Wesenspräsenz, Berlinische Galerie, Berlin
- 2017 Hell’s Bells: A Western, Sadie Coles HQ, London
- 2015 Three Sisters, Regen Projects, Los Angeles
- 2014 Knick-Falte in der Schädeldecke, Sprüth Magers, Berlin
- 2014 Sweet Sub-NOTHING-Spores, Gió Marconi, Mailand
- 2013/2014 Im Modder der Summenmutation, Kunst- und Ausstellungshalle der Bundesrepublik Deutschland, Bonn
- 2013/2015 Kreatürliche Unschuld, The Hindelooper Room, Fries Museum, Niederlande
- 2013 John Bock: Der Pappenheimer, Kunstverein in Hamburg
- 2012 Die abgeschmierte Knicklenkung im Gepäck verheddert sich im weißen Hemd, Städelsches Kunstinstitut, Frankfurt a. M.
- 2010 Nöle, Centro de Arte Contemporáneo de Málaga, Spanien
- 2010 Der FischGrätenMelkstand, Temporäre Kunsthalle Berlin
- 2010 Curve-Vehicle incl. π-Man-(.) The Curve, Barbican Centre, London
- 2009 Die abgeschmierte Knicklenkung im Gepäck verheddert sich im weissen Hemd, Haus der Kulturen der Welt, Berlin
- 2008 Films Video, Arko Art Center, Insa Art Space Seoul, Korea
- 2007 John Bock. Films, Schirn Kunsthalle Frankfurt
- 2006 John Bock's Medusa im Tam Tam Club, Staatsoper unter den Linden, Berlin
- 2006 PestKOP im Black Rebel Motorcycle Club, Hamburger Bahnhof – Museum für Gegenwart
- 2006 Nöle, Schauspielhaus Zürich
- 2005 Skipholt, Kling&Bang, Reykjavík
- 2005 Antonin Artaud und die Pest, Fonds régional d'art contemporain Provence-Alpes-Côte d’Azur, Marseille
- 2004 Die Klütterkammer, Klosterfelde Galerie, Berlin
- 2003 MultiplexKomplex Petit-four transmits the BeWorldMigraineSolution trough the Metalic Noise Air Hair Periscope, CCA Kitakyushu Project Gallery, Japan
- 2003 Schwarzsauer Knilch, Museum Boijmans Van Beuningen, Rotterdam
- 2003 Klynken i Knaek, Museum für Moderne Kunst Arken, Kopenhagen
- 2003 Zero Hero, Haus der Kunst, München
- 2002 Erdmann, Museum Abteiberg, Mönchengladbach
- 2001 LehmLehmLehmLehmLehm, Regen Projects, LA
- 2001 Im Atomeiterzinskonflikt mir einer EierstockCapitalSaint, Magasin 3 Kunsthalle Stockholm
- 2001 Im Dilemma der ExistoEntropie, Bonner Kunstverein
- 1999 Maybe-Me-Be-Microworld, Anton Kern, NY
- 1999 Lombardi Bängli, Kunsthalle Basel
- 1997 Das Gängelband der Kunstwohlfahrt, Klosterfelde Galerie, Berlin
- 1993 Der kleine und der große Rezipient, Hochschule für bildende Künste Hamburg
- 1993 Kunstwohlfahrtsmaschine, Hochschule für bildende Künste Hamburg
- 1992 Kunst-Mädchen-Erfolg-Tod, Hochschule für bildende Künste Hamburg

Gruppenausstellungen:
- 2022 STARS DON’T STAND STILL IN THE SKY. A Tribute to Lawrence Weiner. Regen Project, Los Angeles
- 2022 Keep on Movin‘, Morra Greco Foundation, Neapel
- 2022 Immer feste druff, Haus Mödrath, Kerpen
- 2022 Raum für phantasievolle Aktionen, Kunstmuseum Bonn
- 2020 Studio Berlin, organized by Boros Foundation, Berghain, Berlin
- 2020 KölnSkulptur #10, Stiftung Skulpturenpark Köln
- 2020 Nur nichts anbrennen lassen - Neupräsentation der Sammlung, Kunstmuseum Bonn, Bonn
- 2020 Großes Welttheater – 100 Jahre Salzburger Festspiele, Salzburg Museum, Salzburg
- 2019 Installationen aus 25 Jahren Sammlung Falckenberg, Sammlung Falckenberg/Deichtorhallen, Hamburg
- 2019 Creatures – When Species Meet, Contemporary Art Center, Cincinnati
- 2018 New Aquisitions 2017 – 2018, EMST – National Museum of Contemporary Art, Athens
- 2017 Once upon a time… The Western – A new frontier in Art and Film, Montréal Museum of Fine Arts
- 2017 Portfolio Berlin 03, Kunsthalle Rostock, Rostock
- 2017 Die innere Haut - Kunst und Scham, Marta Herford, Herford
- 2017 Atlas I, Fondazione Prada, Mailand
- 2016 Ich - Neue Formen des Selbstporträts, Schirn Kunsthalle, Frankfurt am Main, DE Wolfsburg Unlimited. Eine Stadt als Weltlabor, Kunstmuseum Wolfsburg, Wolfsburg
- 2015 Poor Art – Rich Legacy, Arte Povera and Parallel Practices 1968 – 2015, The Museum of Contemporary Art, Oslo
- 2015 Avatar und Atavismus, Kunsthalle Düsseldorf, Düsseldorf
- 2015 Storylines: Contemporary Art at the Guggenheim, Guggenheim Museum, New York
- 2014 Der Stachel des Skorpions - Ein Cadavre excuis nach Buñuels „L’Âge d’or“, Villa Stuck, München und Institut Mathildenhöhe, Darmstadt
- 2015 Broken. Slapstick, Comedy und schwarzer Humor., A.o., John Bock, Haus der Kunst, München
- 2014 I'm Still Here, A.o., John Bock, Magasin 3 Stockholm Kunsthalle, Schweden
- 2014 Der Stachel des Skorpions – Ein Cadavre excuis nach Buñuels 'L'Âge d'or', A.o., John Bock, Institut Mathildenhöhe, Darmstädter Künstlerkolonie
- 2014 Atopia: Migration, Heritage, and Placelessnes., A.o., John Bock, Museo de Arte Zapopan, Guadalajara, Mexiko
- 2014 Der Stachel des Skorpions – Ein Cadavre excuis nach Buñuels `L'Âge d'or', A.o., John Bock, Radialsystem V, Berlin
- 2014 Der Stachel des Skorpions – Ein Cadavre excuis nach Buñuels 'L'Âge d'or', A.o., John Bock, Villa Stuck, München
- 2014 High Performance, A.o., John Bock, Zentrum für Kunst und Medientechnologie, Karlsruhe
- 2014 Slapstick! Die Kunst der Komik, A.o., John Bock, Lentos Kunstmuseum Linz
- 2014 I’m Still Here, A.o., John Bock Magasin 3 Stockholm Kunsthalle, Schweden
- 2014 METAMATIC Reloaded, A.o., John Bock, Museum Tinguely, Basel
- 2013 Above the Point of Glowing Silence, La Biennale di Venezia – Arsenale, Venedig
- 2013/2014 ARCTIC, A.o., John Bock, Louisiana Museum of Modern Art, Humlebæk, Dänemark
- 2013/2014 Slapstick!, A.o., John Bock, Kunstmuseum Wolfsburg
- 2013 HEIMsuchung, Unsichere Räume in der Kunst der Gegenwart, A.o., John Bock, Kunstmuseum Bonn
- 2013 Nur Skulptur!, A.o., John Bock, Kunsthalle Mannheim
- 2013/2014 Opera Production Le Grand Macabre, A.o., John Bock, Theater Chemnitz
- 2011/2012 Berlin 2000 2011 Playing among the Ruins, John Bock, Museum of Contemporary Art (Tokio)
- 2005 8th Lyon Biennial, John Bock, Lyon
- 2004 Volkspalast, Palast der Republik, Berlin[4]
- 2004 Bluebox Video: John Bock, Der Gast, 2004 im Sprengel-Museum in Hannover
- 2004 Utopia Station, Haus der Kunst (München)
- 2004 Klütterkammer, Institute of Contemporary Arts London
- 2002 Die Koppel, Documenta11, Kassel
- 2000 Ma'am prosciutto crudo, „Der körpererfüllte Raum fort und fort“ Centrum für Gegenwartskunst Linz – Offenes Kulturhaus Oberösterreich
- 2000 Dyonysische Monologicus-Gelüste eines Schwachomaten, Sprengel Museum, Hannover „Aller Anfang ist Merz – Von Kurt Schwitters bis heute“
- 1999 ApproximationRezipientenbedürfniscomaUrUltraUseMaterialMiniMax, 48. Biennale di Venezia
- 1998 LiquiditätAuraAromaPortfolio, 2. Berlin Biennale
- 1998 Regardez le Discjockey Long John Silver „El Nino: gebt mir das Sommerloch“, Museum Abteiberg, Mönchengladbach

## Auszeichnungen
- 1999 ars-viva-Preis für Bildende Kunst des Kulturkreises der deutschen Wirtschaft im BDI e. V.
- 2006 Hugo Boss Prize